# Dili Allstars
Os Dili Allstars são uma banda Australiana e Timorense de música Reggae, Glam, Rock,Soul, Ska. São considerados como um dos grupos musicais mais populares em Timor, sendo também uma das principais vozes no apoio ao povo Timorense, tendo lançado uma música que se tornou hino na luta pelo referendo sobre a independência em 2000, enquanto que as Nações Unidas comissionaram uma música chamada Hakotu Ba (por Lahane) apelando ao recenseamento da população para votar no referendo. A banda lançou até hoje dois álbuns, uma edição especial em Português, um EP chamado de Increase the Peace, e também algumas faixas para os Prémios ARIA, e um Telefilme "Answered By Fire".
A banda também contribui com faixas para os seguintes álbuns de beneficência Kids Under Cover, This Is The Place For A Song, Love From A Short A Distance, All In The Family e Liberdade. 
Em 2003 foram uma das bandas presentes na Festa do Avante!, em Portugal.

## Formação
- Paulo Almeida: voz
- Paulie Stewart: voz
- Osme Gonsalves: voz
- Gil Santos: teclas, guitarra
- Colin Badger: guitarra
- Zeca Mesquita: percussão, e voz
- Mark Grunden: drums, e voz
- Nelito Riberio: guitarra baixo
- Dave Pace: trompete
- Clare Murrell: saxofone

## Discografia

### Hanoin (2001)
1. Brother
2. I'll Be Gone
3. Black Angel
4. Freedom
5. Alive
6. Revolution Regained
7. Dengue Fever
8. Liberdade
9. Stranded

### Viva La Musica (2004)
1. O Hele Le
2. Runaway
3. Thank You Mama
4. Peace & Unity
5. That Girl
6. Nothing Tastes Better Than The Neighbour's Chicken
7. Rise Up
8. Innocent Child
9. Advance Australia Where?
10. Beautiful Smile
11. Have You Ever Been Blown Ashore?
12. Sempre Contigo
13. O Hele Le (Reprise)

### Increase the Peace (2006)
1. Increase the Peace
2. No Woman, No Cry
3. O Hele Le
4. Cool World
5. My Soul Flew Out the Window

### banda sonora BALIBO (2009)
1. Liberdade
2. Hey Lord Don't Ask Me Questions

## Ver Também
- Música de Timor-Leste

## Ligações Externas

### Páginas Oficiais
- Página Oficial no MySpace